# 看是你逼我的
《看是你逼我的》（英語："Look What You Made Me Do"）是美国创作歌手泰勒絲的歌曲，作为第一支单曲收录于她的第六张录音室专辑《舉世盛名》中。歌曲发行于2017年8月25日，同时专辑开始预訂。泰勒絲與杰克·安东诺夫共同创作及共同制作了這首歌。歌曲亦采样了英国乐队弗瑞德语录发行于1992年的歌曲《I'm Too Sexy》，所以《I’m Too Sexy》的詞曲作家：弗雷德·费尔布拉斯、理查德·费尔布拉斯、罗伯·曼佐利也對作曲创作做出了貢獻。

## 背景
2017年8月18日，泰勒絲清空了她的社交帐号（对应曲中所对应的“旧的泰勒絲已经死亡”），引发新歌曲不久后发布的傳聞。8月21日，斯威夫特在她的社交平台上发布了一条长达10秒的蛇尾视频，隔日又发了第二段视频，8月23日发了第三段展现蛇头的视频。同日，斯威夫特宣布她个人即将发布的第六张专辑《名誉》的首支单曲将于8月24日发布。歌曲在Spotify上线首24小时获得超過1000萬播放量，打破单曲首日播放量最高纪录。
2023年8月23日，歌曲的重錄版本《看是你逼我的 (重製版)》的片段被率先放出並用在了Amazon Prime Video劇集《Wilderness》的預告中。

## 创作
這首歌由泰勒絲及杰克·安东诺夫共同創作及共同製作。音乐评论人认为歌曲糅合了电音朋克和流行樂，是一首电子流行及流行舞曲。该曲强调对敌人的责备，也就是歌词所说的“我有一堆黑名单，你的名字画着红线”（I've got a list of names, and yours is in red, underlined）。而中间小八节有唱：“抱歉，旧的泰勒絲现在無法接聽电话/为什么？/噢，因为她已經死了”（I'm sorry, the old Taylor can't come to the phone right now / Why? / Oh, 'cause she's dead!）。
歌曲以A小调写就，速度为每分钟128拍。斯威夫特在这首歌的音域为G♯3到5。
英国流行舞曲组合弗瑞德语录成员理查德·费斯布拉斯、弗莱德·费斯布拉斯（Fred Fairbrass）和罗伯·曼佐利（Rob Manzoli）出现在制作名单上，因为歌曲融合了他们的作品《I'm Too Sexy》旋律。弗莱德·费斯布拉斯表示，《看是你逼我的》发行前一周，有人联络他和他弟弟，问一位有好一阵子没发过新歌的当代著名流行女歌手可不可以在她最新的作品中使用他们的作品，然而这位歌手的名字并没有被透露。兄弟俩虽然同意了交易，直到早上歌曲发行后，都没有正式发现这位神秘的歌手是斯威夫特，但是根据联络人给出的描述，他们断定歌手是斯威夫特。费斯布拉斯兄弟表示喜欢这首歌，弗莱德告诉《滚石》杂志：“我喜欢歌词愤世嫉俗的方面，因为《I'm Too Sexy》也是一首愤世嫉俗的歌，她嫁接得很好。”

## 专业评价
《看是你逼我的》获得音乐评论人的好评，其中部分人赞赏歌曲采用有别于以往的广受欢迎的暗黑风格，而其他人认为歌曲是在歌颂小气。《今日美国》认为，对歌曲两极分化的反响，反应斯威夫特的地位是“无处不在的文化力量”。《每日电讯报》的蓝迪·路易斯（Randy Lewis）赞扬了歌曲，认为斯威夫特和安东诺夫的作品“打破了过去制作歌曲的陈腐规矩，打嗝般的音节钩符、大胆的创意音效、新鲜的旋律、对节奏和音速的强调在近年来的四十强单曲中兴旺起来。”他补充道，歌曲随着歌词转换音乐和音速。《洛杉矶时报》的莎拉·卡森（Sarah Carson）给予歌曲正面评价，表示：“渐强的回响结构和更加妩媚是斯威夫特当有威胁性主角的弱点”，但赞扬斯威夫特成功拥抱了媒体在她之前歌曲中描绘出的恶棍形象。《综艺》的克里斯·威尔曼（Chris Willman）也称赞斯威夫特采用暗黑风格流行乐和歌曲副歌前和副歌之间的风格冲突。
相反，《卫报》的毛利·约翰斯顿给歌曲写了一篇负面评价，批评歌词“拖沓”，指责斯威夫特在歌词中没有给出明确的背景。《滚石》的布列塔尼·斯潘诺斯（Brittany Spanos）认为歌曲表明斯威夫特和肯伊·威斯特的仇恨还在继续，威斯特此前曾在他的歌曲《出名》中指名道姓，唱道：“我觉得我和斯威夫特应该上过床/为什么？/是我把那婊子捧紅的”（I feel like me and Taylor might still have sex / Why? / I made that bitch famous）。单曲被认为比斯威夫特之前的作品更黑暗，更激进。《福布斯》的休··麦肯尼（Hugh Mclntye）批评风格转变，表示“这听上去不像斯威夫特的歌”，而且“可起到反作用”。Pitchfork Media的麦根·加维（Meaghan Garvey）在评论中指出歌曲是“自行硬核”歌曲。评论员认为歌曲“过时”，适合2004年的流行音乐现场。

## 音乐录影带

### 制作与发行
歌词版视频于2017年8月25日在泰勒絲的官方Vevo账户发布，极大程度上借鉴了索尔·巴斯在影片《迷魂记》中使用的图像。视频由泰勒絲和约瑟夫·韩制作。影片在YouTube上线首24小时便获得2100万次点击量，成为24小时内观看人数最多的歌词视频。录影带上线首日便打破YouTube24小时观看次数最多的音乐录影带纪录，点击量达到超过4320万次，超越愛黛兒的《你好》在同一时间段内创下2770万次的观看次数。而这個紀錄在2019年被泰勒絲的新歌曲《我！》超越。
官方音乐录影带在2017年8月27日的2017年MTV音乐录影带大奖首播。
2018年12月27日，這支音樂錄影帶在YouTube突破10億，成為泰勒絲在《舉世盛名》中首支突破10億的歌曲，也是泰勒絲在所有歌曲中第4支破10億的歌曲。

### 梗概
视频开头，身穿《脱离困境》音乐录音带中蓝色连衣裙的僵尸斯威夫特钻出墓碑写着“泰勒·斯威夫特的名声長眠於此”的坟墓，挖着另一座埋葬著身穿2014年大都會藝術博物館慈善晚宴時的晚禮服的斯威夫特的坟墓。之后，斯威夫特躺在装满钻石的浴缸中，过后坐在王座上，蛇给她递上茶。她的车后来撞上柱子，歌曲进入副歌，狗仔队拍摄照片。她还在笼子中荡秋千、抢劫流媒体公司、当摩托飞车党、走出流媒体公司、锯掉私人飞机机翼。之后，身穿《壞到底》音樂錄像帶里衣著的她集合了一队将“U特工队”（U Squad）的女性，在《空格》音樂錄像帶里出現的一个房间和一群男人跳舞。结尾处，各种形象的斯威夫特们相互拌嘴，彼此间骂“太虚伪”、“假扮成受害者”，最后其中一人说“我非常希望被从这段故事中排除出去”，其他人一致大喊“闭嘴！”。

### 分析
录影带暗含多处隐藏意思和借喻。开头斯威夫特挖坟墓时，出现了一块微妙的“尼尔斯·约伯格”（Nils Sjöberg），暗指他在凯文·哈里斯2016年单曲《天注定》中采用的化名。相似地，曾出现在《脱离困境》音乐录影带中的丧尸斯威夫特，挖着穿着2014年大都会艺术博物馆慈善晚宴礼服的斯威夫特的坟墓，这个活动是她首次以短发公开露面，但在本录影带中两位斯威夫特均变成了曾经的“泡面”发型。她泡在装满钻石的浴缸中出现了一张一美元纸币，象征着她打赢性骚扰官司时获得的一美元赔偿。然而，部分人对浴缸场景的诠释与此不同，认为这是对媒体嘲讽她在格莱美博物馆介绍空格的创作意图时所说的“在珍珠环绕的大理石浴缸中”的回应，而其他人认为这是对金·卡戴珊2016年遭到持枪抢劫的戏弄。
在一个单独的场景中，斯威夫特所坐金色王座的扶手处雕刻着“Et tu, Brute?”，这句话出自莎士比亚戏剧《凯撒大帝》。爬到王座上给斯威夫特递茶的蛇则在比喻金·卡戴珊在放出斯威夫特与肯伊·威斯特讨论关于歌曲《Famous》中的歌词的剪辑版电话录音后诬陷斯威夫特并与大量网民和明星大规模用emoji表情库中的“🐍”表情对斯威夫特进行网络暴力这一事件。部分人推测斯威夫特驾驶跑车撞车场景可能回击了凯蒂·佩里，依据是这一幕中斯威夫特的发型和佩里的相似，而车子也让人联想起佩里于《在赌城醒来》视频中所坐的车子，同时，她还拿着格莱美奖奖杯，另一方面则是在嘲讽斯威夫特自己的专辑《红》未獲得葛萊美獎（从被撞车辆是一辆玛莎拉蒂和斯威夫特的歌曲《红》中的第一句歌词“紅色就像是在公路奔驰的玛莎拉蒂”可得知），一方面可能暗讽佩里没有拿过格莱美奖的事实，也有可能是斯威夫特諷刺她自己在音樂界很努力並獲得葛萊美獎，而新聞媒體只關注她的負面新聞。相同的镜头中斯威夫特又被大量记者拍摄，暗指媒体对斯威夫特本人私生活的过度关注。斯威夫特带了一伙人打劫流媒体公司，暗指她从流媒体服务中撤下她的整个作品音乐名录被大量網友抨擊“一切只是爲了賺錢”一事。
泰勒絲所召集的“U小队”据说是对媒体把她的闺蜜们唤作“小队”的回复，但在哔哩哔哩中，不少网友发现“U小队”中除泰勒絲本人外所有队员都是人体模型，据猜测这是在抨击肯伊·威斯特的“Famous”音乐录音带中的裸体泰勒絲蜡像以及金·卡戴珊在“Famous”MV录制片场时首先拍摄裸体泰勒蜡像这一事件，而随后一个镜头中斯威夫特躺在“U小队”的人体模型残肢中则是暗指在刷“🐍”事件中背叛斯威夫特的闺蜜们。在第二段副歌中，斯威夫特偕同八个男伴舞在空格中出现的豪宅里亮相，每位男士解开夹克后，露出“I ❤ TS”的上衣，明显之间两人在一起时曾穿着“I ❤ TS”背心的前男友汤姆·希德勒斯顿。八名伴舞也代表她职业生涯期间交往过的八位前男友。斯威夫特站在她过去的版本中，重申她正在脱离自己以往形象的想法。而曾在《与我同在》录影带中出现过的衬衣，在本视频中也变了样，上面潦草地写着闺蜜们的名字。
在与斯威夫特的私人飞机的片段中，斯威夫特锯掉了飞机的右侧机翼，一方面暗示之前有狗仔队为了跟踪斯威夫特而在斯威夫特的私人飞机上安装监听器一事件，而在MV结尾处斯威夫特在飞机蒙皮上潦草地画上了“reputation”字样，而被锯掉的机翼的飞机的垂直尾翼上的“TS6”以及斯威夫特身穿的棕榈树图案夹克则暗示着《名誉》原本不是斯威夫特计划发布的第六张专辑，而是现在斯威夫特的第七张专辑《情人》。
2016年6月威斯特的歌曲《出名》发行后，斯威夫特在Instagram上谈及她和威斯特的关系：“我非常希望能被排除在这段描述之外（也是在這句話所在的帖子發出後，斯威夫特就遭到了多個社交媒體上被刷“🐍”的網絡暴力）。”而这句话在视频结尾处由其中一位斯威夫特说出，她穿着曾在2009年MTV音乐录影带大奖上出现的衣服，当年威斯特曾打断她获得最佳女性录影带奖时的获奖感言。
在结尾的斯威夫特拌嘴前，全部13名斯威夫特在被锯断机翼的私人飞机前对着观众鼓掌声鞠躬，而这个鼓掌声则是2015年VMA颁奖典礼上韦斯特通过颁奖致辞当面羞辱斯威夫特后的鼓掌声。

## 榜单表现
| 榜单（2017年）                       | 最高 排位 |
| ------------------------------------ | --------- |
| 澳大利亞（澳大利亚唱片业协会榜）     | 1         |
| 比利时佛兰德（Ultratop五十强单曲榜） | 47        |
| 比利时瓦隆（Ultratip榜外單曲榜）     | 18        |
| 加拿大（《告示牌》Canada AC）        | 43        |
| 加拿大（《告示牌》Canada CHR）       | 24        |
| 加拿大（《告示牌》Canada Hot AC）    | 26        |
| 芬蘭（芬兰官方下载榜）               | 1         |
| 法國（法國唱片出版業公會下載榜）     | 4         |
| 德国（德國官方單曲榜）               | 4         |
| 希臘（《告示牌》數位歌曲榜）         | 1         |
| 愛爾蘭（愛爾蘭唱片音樂協會）         | 1         |
| 意大利（意大利音乐产业联盟）         | 10        |
| 日本（Japan Hot 100）                | 43        |
| 荷兰（百强单曲榜）                   | 20        |
| 新西兰（新西兰唱片音乐协会单曲榜）   | 1         |
| 挪威（世界之路榜單）                 | 7         |
| 蘇格蘭（官方榜单公司單曲榜）         | 1         |
| 瑞典（瑞典最熱榜）                   | 9         |
| 英國（官方榜单公司單曲榜）           | 1         |
| 美国（《告示牌》百大單曲榜）         | 1         |
| 美國（《告示牌》成人當代單曲榜）     | 22        |
| 美國（《告示牌》Adult Pop Airplay）  | 16        |
| 美國（《告示牌》Pop Airplay）        | 21        |

## 认证
| 地區                               | 认证    | 认证单位/销量 |
| ---------------------------------- | ------- | ------------- |
| 澳大利亚（澳大利亚唱片业协会）     | 7× 白金 | 490,000‡      |
| 奥地利（國際唱片業協會奧地利分會） | 白金    | 30,000‡       |
| 比利时（比利時唱片音樂協會）       | 金      | 15,000‡       |
| 巴西（巴西唱片業協會）             | 钻石    | 160,000‡      |
| 加拿大（加拿大音乐协会）           | 3× 白金 | 240,000‡      |
| 丹麦（國際唱片業協會丹麥分會）     | 金      | 45,000‡       |
| 法国（法國唱片出版業公會）         | 金      | 66,666‡       |
| 德国（聯邦音樂產業協會）           | 金      | 200,000‡      |
| 意大利（意大利音乐产业联盟）       | 白金    | 50,000‡       |
| 新西兰（新西兰唱片音乐协会）       | 金      | 15,000‡       |
| 挪威（國際唱片業協會挪威分会）     | 白金    | 60,000‡       |
| 波兰（波蘭音像製造商協會）         | 2× 白金 | 40,000‡       |
| 葡萄牙（葡萄牙唱片業協會）         | 白金    | 10,000‡       |
| 西班牙（西班牙音樂製作協會）       | 白金    | 60,000‡       |
| 瑞典（瑞典唱片業協會）             | 2× 白金 | 80,000‡       |
| 英国（英国唱片业协会）             | 2× 白金 | 1,200,000‡    |
| 美国（美國唱片業協會）             | 4× 白金 | 4,000,000‡    |
| ‡僅含認證的+實際銷量               |         |               |

## 发行历史
| 地区     | 日期           | 格式         | 厂牌             | 参考   |
| -------- | -------------- | ------------ | ---------------- | ------ |
| 全球多地 | 2017年8月24日  | 流媒体       | 大機器、環球音樂 | [ 79 ] |
| 全球多地 | 2017年8月25日  | 數位下載     | 大機器、環球音樂 | [ 80 ] |
| 意大利   | 2017年8月25日  | 當代流行電台 | 環球音樂         | [ 81 ] |
| 英國     | 2017年8月26日  | 當代流行電台 | 維京EMI          | [ 82 ] |
| 美國     | 2017年8月29日  | 當代流行電台 | 大機器           | [ 83 ] |
| 德國     | 2017年10月27日 | CD           | 環球音樂         | [ 84 ] |

## 外部連結
- YouTube上的《看是你逼我的》音樂錄影帶
- YouTube上的《看是你逼我的》音樂錄影帶（官方中文字幕）